# Hoplotarache dileuca
Hoplotarache dileuca är en fjärilsart som beskrevs av Emilio Berio 1937. Hoplotarache dileuca ingår i släktet Hoplotarache och familjen nattflyn. Inga underarter finns listade i Catalogue of Life.